# Ahmadreza Djalali
Ahmadreza Djalali (persiska: احمدرضا جلالی), född 14 januari 1971 i  Sarāb, Iran, är en svensk-iransk läkare och forskare. Han dömdes 2017 till döden för påstått spionage mot Iran och sitter fängslad i Evinfängelset, men är enligt FN godtyckligt frihetsberövad.

## Biografi

### Familj
Djalali är gift med Vida Mehrannia och tillsammans har makarna två barn, en son och en dotter. Vid hans gripande i Iran 2016 var barnen fyra respektive tretton år gamla.

### Karriär
Djalali flyttade till Sverige 2009. Han är läkare och disputerade i katastrofmedicin 2012. Efter att ha avslutat doktorandstudierna genomförde Ahmadreza Djalali en postdoktorsforskning i Italien där han även undervisade. År 2015 återvände han till Sverige och beviljades, tillsammans med sin familj, uppehållstillstånd. Han fortsatte därefter som forskare i katastrofmedicin vid Karolinska Institutet i Stockholm. Han var också gästprofessor vid Belgiens Fria universitet i Bryssel.

### Dödsstraffet i Iran
Han arresterades när han besökte Iran i april 2016 och dömdes för spioneri. Han hade tidigare framfört ett erkännande i iransk statlig tv, men Amnesty International har uppgett att bekännelsen bedöms vara framtvingad. Iran bekräftade dödsdomen mot Ahmadreza Djalali i början av februari 2018. Djalalis advokat Zouhaier Chihaoui ansåg i en intervju i Le Soir i Belgien att den rättsliga processen i Iran är rättsvidrig.
Den 9 februari 2018 uppmanade FN:s mänskliga rättighetsexperter Iran att omedelbart upphäva dödsdomen mot Ahmadreza Djalali.
I mitten av februari 2018 beviljades Djalali svenskt medborgarskap. Detta steg syftade till en potentiellt bättre ställning för den svenska regeringen i förhandlingarna med de iranska myndigheterna i frågan. En talesman för Amnesty International kritiserade emellertid åtgärden för att vara otillräcklig och tidpunkten för att vara för sen.